# GitHub
GitHub is een online platform voor softwareontwikkeling en versiebeheer. GitHub is gebouwd rond het versiebeheersysteem Git, en biedt daardoor alle mogelijkheden van Git voor het beheren van versies en broncode. Het beschikt onder andere over toegangscontrole en verschillende samenwerkingsfuncties, zoals een issue tracker, een forum voor het aanvragen van functies, takenlijsten en wiki's voor ieder project. Het hoofdkantoor is gevestigd in Californië en is sinds 2018 een dochteronderneming van Microsoft. 
Op het platform van GitHub bevindt zich zowel openbare (open source) als niet-openbare (closed source) software. Van de openbare repositories kan de broncode worden ingekeken door derden.
GitHub biedt zowel gratis als betaalde abonnementen. Om privé-projecten te kunnen hosten op GitHub is sinds 8 januari 2019 geen betaald abonnement meer nodig.
De mascotte van GitHub is Octocat, een geantropomorfiseerde kat met octopusachtige-ledematen.
GitHub is geschreven in de talen Ruby on Rails en Erlang door Chris Wanstrath, P. J. Hyett en Tom Preston-Werner.

## Tijdlijn
- 2008: GitHub Inc. wordt opgericht in San Francisco.
- 2010: GitHub heeft meer dan 100.000 repositories op het platform.
- 2012: GitHub bereikt de mijlpaal van 1 miljoen repositories.
- 2014: GitHub introduceert GitHub Enterprise, een zelf-gehoste versie van hun platform voor bedrijven.
- April 2016: GitHub meldt meer dan 14 miljoen gebruikers en meer dan 35 miljoen projecten te hosten, waarmee het de grootste host van opensourceprojecten is.[4][5]
- Juni 2018: Officiële aankondiging dat Microsoft GitHub zal overnemen voor $7,5 miljard. Nat Friedman wordt de CEO van GitHub.[6][7]
- 2019: GitHub wordt gewaardeerd op 2 miljard dollar.[6]
- Augustus 2019: GitHub heeft ruim 40 miljoen geregistreerde ontwikkelaars.[8]
- 2020: GitHub lanceert GitHub Actions, een workflow-automatiseringsdienst.
- 2021: GitHub Copilot, een door kunstmatige intelligentie aangedreven code-schrijfhulp, wordt geïntroduceerd in samenwerking met OpenAI.
- 2022: GitHub blijft groeien met miljoenen nieuwe gebruikers en repositories, en speelt een cruciale rol in de ontwikkeling van opensource-software en samenwerking tussen ontwikkelaars over de hele wereld.
- 2023: GitHub Chat, een chat-interface om met GitHub Copilot te communiceren, wordt geïntroduceerd.[9]